# Vitry-lès-Nogent
Vitry-lès-Nogent is een gemeente in het Franse departement Haute-Marne (regio Grand Est) en telt 151 inwoners (2004). De plaats maakt deel uit van het arrondissement Chaumont.

## Geografie
De oppervlakte van Vitry-lès-Nogent bedraagt 7,8 km², de bevolkingsdichtheid is 19,4 inwoners per km².
De onderstaande kaart toont de ligging van Vitry-lès-Nogent met de belangrijkste infrastructuur en aangrenzende gemeenten.

## Demografie
Onderstaande figuur toont het verloop van het inwonertal (bron: INSEE-tellingen).